# Pestakān
Pestakān (persiska: پستكان, پستگان) är en ort i Iran.   Den ligger i provinsen Qom, i den centrala delen av landet, 130 km sydväst om huvudstaden Teheran. Pestakān ligger 943 meter över havet och antalet invånare är 714.
Terrängen runt Pestakān är platt. Runt Pestakān är det ganska tätbefolkat, med 100 invånare per kvadratkilometer. Pestakān är det största samhället i trakten. Trakten runt Pestakān består till största delen av jordbruksmark.